# 4-es busz (Eger)
Az egri 4-es jelzésű autóbusz Lajosváros és Berva között közlekedik, a felnémeti ófalut (Pásztorvölgy) oda-vissza körbejárja az óramutató járásával ellentétes irányban. A viszonylatot a Volánbusz üzemelteti.

## Története
2022. január 1-jén a város buszhálózata jelentősen átalakult, ennek keretében a 8-as és 10-es viszonylatot 4-es szám alatt összevonták.
A régi viszonylatszámon egy megszüntetett járat közlekedett Hajdúhegy - Agroker viszonylatban.

## Útvonala
| Berva felé | Lajosváros felé |
| --- | --- |
| Lajosváros vá. – Mátyás király út – Kőlyuk út – Kőlyuk út – Bánki Donát utca –Ipari Park mh., forduló – Bánki Donát utca – Kőlyuk út – Kistályai út – Agroker mh., forduló – Kistályai út – Kertész utca – Almagyar utca – Kossuth Lajos utca – Eszterházy tér – Törvényház utca – Barkóczy utca – Csiky Sándor utca – Vörösmarty Mihály utca – – II. Rákóczi Ferenc utca – Egri utca – Kovács Jakab utca – Felvégi utca – Pásztorvölgy utca – Béke utca – József Attila utca – Alvégi utca – Kovács Jakab utca – Egri utca – Tárkányi út – Bervai út – Berva vá. | Berva vá. – Bervai út – Tárkányi út – Egri utca – Kovács Jakab utca – Felvégi utca – Pásztorvölgy utca – Béke utca – József Attila utca – Alvégi utca – Kovács Jakab utca – Egri utca – II. Rákóczi Ferenc utca – – Vörösmarty Mihály utca – Rózsa Károly utca – Barkóczy utca – Törvényház utca – Eszterházy tér – Kossuth Lajos utca – Egészségház utca – Klapka György utca – Petőfi Sándor tér – Kertész utca – Kistályai út – Agroker mh., forduló – Kistályai út – Kőlyuk út – Bánki Donát utca – Ipari Park mh., forduló – Bánki Donát utca – Kőlyuk út – Kőlyuk út – Mátyás király út – Lajosváros vá. |

## Megállóhelyei
| 4 (Lajosváros – Berva) |                                  |          | |
| Perc (↓)               | Megállóhely                      | Perc (↑) | Megállóhelyet érintő járatok                                                                         |
| 0                      | Lajosváros végállomás            | 46       | 3, 3A, 6, 11, 12, 13, 14, 14E, 16                                                                    |
| 2                      | Ipari Park                       | 44       | 112, 113                                                                                             |
| 4                      | Agroker                          | 42       | 5 Helyközi buszok Távolsági járatok                                                                  |
| 5                      | Erzsébet-völgy                   | 40       | 5, 112 Helyközi buszok Távolsági járatok                                                             |
| 6                      | Losonczy-völgy                   | 39       | 5, 112 Helyközi buszok                                                                               |
| 8                      | SCHÖN KAEV Kft.                  | 38       | 5, 112 Helyközi buszok                                                                               |
| 9                      | ZF Hungária Kft.                 | 37       | 5, 112 Helyközi buszok Távolsági járatok                                                             |
| 11                     | Tihaméri malom                   | 36       | 2, 2A, 3, 3A, 5, 5A, 6, 16, 3405, 3406 Helyközi buszok                                               |
| 13                     | Homok utca                       | 34       | 2, 2A, 3, 3A, 5, 5A, 6, 16, 3405, 3406 Helyközi buszok Távolsági járatok                             |
| 15                     | Hadnagy utca                     | 33       | 2, 2A, 3, 3A, 5, 5A, 6, 16, 3405, 3406 Helyközi buszok Távolsági járatok                             |
| 17                     | Szarvas tér                      | ∫        | 5, 5A, 6, 16, 3405, 3406 Helyközi buszok                                                             |
| ∫                      | Uszoda                           | 31       | 5, 5A, 6, 3405, 3406 Helyközi buszok Távolsági járatok                                               |
| ∫                      | Egészségház út                   | 30       | 5, 5A, 6, 3405, 3406                                                                                 |
| 18                     | Egyetem                          | 28       | 5, 5A, 6, 16, 3405, 3406 Helyközi buszok Távolsági járatok                                           |
| ∫                      | Bazilika                         | 27       | 2, 2A, 5, 5A, 6, 7, 7A, 11, 12, 14, 14E, 112, 3405, 3406, 3410                                       |
| 21                     | Autóbusz-állomás                 | 26       | 2, 2A, 5, 5A, 6, 7, 7A, 11, 12, 14, 14E, 16, 112, 3405, 3406, 3410 Helyközi buszok Távolsági járatok |
| 22                     | Bartakovics út                   | 23       | 13, 113, 3410 Helyközi buszok Távolsági járatok                                                      |
| 24                     | Kisasszony temető                | 21       | 7, 13, 113, 3410                                                                                     |
| 25                     | Garzonház                        | 20       | 7, 11, 13, 14, 14E, 113, 3410 Helyközi buszok                                                        |
| 26                     | Kővágó tér                       | 19       | 7, 11, 13, 14, 14E, 113, 3410 Helyközi buszok Távolsági járatok                                      |
| 27                     | Shell kút                        | 18       | 7, 11, 12, 13, 14, 14E, 112, 113, 3410 Helyközi buszok                                               |
| 28                     | Nagylapos                        | 16       | 3, 11, 16, 14, 14E, 3405, 3410 Helyközi buszok Távolsági járatok                                     |
| 29                     | Felnémet, Egri út                | 15       | 3, 11, 14, 14E, 16, 3405, 3410                                                                       |
| 30                     | Felnémet, felsőtárkányi elágazás | 14       | 3, 11, 14, 14E, 16, 3405, 3410 Helyközi buszok Távolsági járatok                                     |
| 31                     | Alvégi utca                      | ∫        | 3, 11, 14, 16                                                                                        |
| 32                     | Felnémet, Kovácsi Jakab út       | ∫        | 3, 11, 14, 16                                                                                        |
| 33                     | Felnémet, Felvégi út             | ∫        | 3, 11, 14, 16                                                                                        |
| 34                     | Felnémet, Pásztorvölgy lakótelep | ∫        | 3, 11, 14, 16                                                                                        |
| 35                     | Felnémet, Béke út                | ∫        | 3, 11, 14                                                                                            |
| 36                     | Felnémet, József Attila utca     | 13       | 3, 14                                                                                                |
| ∫                      | Felnémet, Pásztorvölgy lakótelep | 12       | 3, 11, 14, 16                                                                                        |
| ∫                      | Felnémet, Béke út                | 11       | 3, 11, 14                                                                                            |
| ∫                      | Felnémet, Felvégi út             | 10       | 3, 11, 14, 16                                                                                        |
| ∫                      | Felnémet, Kovácsi Jakab út       | 9        | 3, 11, 14, 16                                                                                        |
| ∫                      | Alvégi utca                      | 8        | 3, 11, 14, 16                                                                                        |
| 37                     | Felnémet, Tárkányi út            | 6        | 3, 11, 14, 14E, 3405 Helyközi buszok Távolsági járatok                                               |
| 38                     | Felnémet, Sánc út                | 5        | 3, 14, 14E, 3405 Helyközi buszok                                                                     |
| 40                     | Bervai út                        | 3        | 3, 14, 14E                                                                                           |
| 41                     | Felnémet, kőbánya bejáró út      | 2        | 3, 14, 14E                                                                                           |
| 43                     | Berva végállomás                 | 0        | 3, 14, 14E                                                                                           |